# KFNB – Fortuna I bis Leda I
| KFNB „FORTUNA I“ bis „LEDA I“ | KFNB „FORTUNA I“ bis „LEDA I“ | KFNB „FORTUNA I“ bis „LEDA I“ | KFNB „FORTUNA I“ bis „LEDA I“ | KFNB „FORTUNA I“ bis „LEDA I“ |
| ----------------------------- | ----------------------------- | ----------------------------- | ----------------------------- | ----------------------------- |
| KFNB „Sylphide I“             |                               |                               |                               |                               |
| Technische Daten              |                               |                               |                               |                               |
|                               | 1853                          | 1864                          | 1868                          | nach 1867                     |
| Bauart                        | 1B n2                         | 1B n2                         | 1B n2                         | 1B n2                         |
| Zylinder-Ø                    | 406 mm                        | 402 mm                        | 395 mm                        | 402 mm                        |
| Kolbenhub                     | 474 mm                        | 566 mm                        | 553 mm                        | 566 mm                        |
| Treibrad-Ø                    | 1581 mm                       | 1581 mm                       | 1581 mm                       | 1581 mm                       |
| Laufrad-Ø vorne               | 1106 mm                       | 1106 mm                       | 1054 mm                       | 1106 mm                       |
| Laufrad-Ø hinten              | –                             | –                             | –                             | –                             |
| Fester Radstand               | k. A.                         | 3359 mm                       | 3319 mm                       | 3359 mm                       |
| Gesamtradstand                | k. A.                         | 3359 mm                       | 3319 mm                       | 3359 mm                       |
| Gesamtradstand + Tender       | k. A.                         | k. A.                         | k. A.                         | k. A.                         |
| Heizfl. d. Rohre              | 86,4 m²                       | 80,2 m²                       | 88,9 m²                       | 88,6 m²                       |
| Heizfl. d. Feuerbüchse        | 6,7 m²                        | 6,1 m²                        | 6,3 m²                        | 6,6 m²                        |
| Rostfl.                       | k. A.                         | k. A.                         | k. A.                         | 0,92 m²                       |
| Dampfdruck                    | 5,4                           | 6,5                           | 6,5                           | 6,5                           |
| Gewicht (leer)                | k. A.                         | 23,7 t                        | 23,9 t                        | k. A.                         |
| Adhäsionsgewicht              | k. A.                         | 20,5 t                        | 20,5 t                        | 20,5 t                        |
| Dienstgewicht                 | k. A.                         | 26,8 t                        | 26,8 t                        | 26,8 t                        |
| Dienstgewicht + Tender        | k. A.                         | k. A.                         | k. A.                         | k. A.                         |
| Wasser                        | k. A.                         | k. A.                         | k. A.                         | k. A.                         |
| Kohle                         | k. A.                         | k. A.                         | k. A.                         | k. A.                         |
| Länge                         | k. A.                         | k. A.                         | k. A.                         | 7,771 m                       |
| Länge + Tender                | k. A.                         | k. A.                         | k. A.                         | k. A.                         |
| Höhe                          | k. A.                         | k. A.                         | k. A.                         | k. A.                         |

FORTUNA I, PSYCHE I, PALLAS I, CHLOE I, SYLPHIDE I und „LEDA I“ waren sechs Personenzug-Dampflokomotiven der KFNB. Sie wurden 1853 von der Lokomotivfabrik Cockerill in Seraing an die KFNB mit der Achsformel 1B geliefert.
Die Lokomotiven entstammten dem ersten Versuch John Haswells, des Leiters der Fabrik der Wien-Gloggnitzer Eisenbahngesellschaft, eine Einheitstype zu entwickeln, und waren ähnlich den unter Austria II bis Salamander beschriebenen Lokomotiven.
Die Maschinen wurden mehrfach umgebaut. Sie trugen nach dem ersten Nummerierungsschema der KFNB die Betriebsnummern 144 sowie 150 – 154.
Die „FORTUNA I“ und die „LEDA I“ schieden schon 1870 aus, „PSYCHE I“ und „PALLAS I“ folgten 1874, „CHLOE I“ und „SYLPHIDE I“ wurden 1872 an die Waagtalbahn als Baulokomotiven verkauft.